# Trận Wagram
Trận Wagram là một trận đánh đẫm máu trong cuộc Chiến tranh Liên minh thứ năm - một phần của những cuộc chiến tranh của Napoléon. Trận chiến diễn ra từ ngày 5 cho tới ngày 6 tháng 7 năm 1809, là chiến thắng sát nút của Quân đội Pháp và đồng minh do đích thân Hoàng đế Napoléon Bonaparte chỉ huy trước Quân đội Áo do Đại Công tước Karl chỉ huy. Trận đánh này được xem là thắng lợi lớn cuối cùng trên con đường võ nghiệp của Napoléon I. Tính đến thời điểm đó, đây là trận chiến quy mô lớn nhất trong lịch sử châu Âu, trong đó quân Áo ít quân hơn hẳn quân Pháp và các chư quân. Ngoài ra, trận Wagram còn là trận đấu pháo lớn nhất thời đó. Tuy thực sự không quyết định trên chiến trường và hai bên đều chịu tổn thất ngang ngửa,, thắng lợi này đã tái lập tiếng tăm của Hoàng đế Pháp sau khi ông thua trận Aspern-Essling cũng vào năm 1809.
Trong hai ngày 21 và 22 tháng 5 năm 1809, khi Napoléon vượt sông Donau, Karl đã đánh thắng quân Pháp trong trận Aspern-Essling, buộc Napoléon phải tập kết lại quân đội tại đảo Lobau trên sông Donau. Ông cần phải giành một thắng lợi rực rỡ, giống như trận Austerlitz (1805), để gỡ gạc cho mình. Trong đêm ngày 4 tháng 7 năm 1809, Napoléon I lại kéo quân qua bờ trái sông Donau. Karl đóng quân tại làng Wagram, cách kinh thành Viên 11 dặm về hướng Đông Bắc. Hôm sau (5 tháng 7), quân Pháp tiến công và đánh tan quân Áo, nhưng cuộc phản công của Sư đoàn Áo dưới quyền tướng Joseph Radetzky von Radetz thuộc Quân đoàn số 4 trấn giữ làng Markgrafneusiedl đã giành thắng lợi, trước khi được lệnh rút về các cao điểm để chống giữ. Sau đó, Napoléon cố gắng bọc sườn cánh trái của quân Áo nhưng bị đại bại.. Ít lâu sau khi Mặt Trời mọc vào ngày 6 tháng 7 năm 1809, Hoàng đế Pháp liền phát động cuộc tấn công lớn vào các cứ điểm của Quân đội Áo. Trận chiến lên tới hồi gay cấn hơn cả khi ông truyền lệnh cho Đại Khẩu đội pháo của mình pháo kích dữ dội vào các đội hình hàng dọc của Áo. Và, trong khi Thống chế Louis Nicolas Davout đánh bại quân cánh trái Áo còn Thống chế André Masséna thì đánh tan quân cánh phải Áo, Napoléon I tung một đội hình hàng dọc hùng hậu đánh thốc vào trung quân Áo. Đến hai giờ chiều, sau khi quân Áo đã chiến đấu ngoan cường, do không được tăng viện nên Đại Công tước Karl phải rút quân. Tướng Radetzky đã thu nhặt tàn binh của quân cánh trái Áo và thực hiện những hoạt động chặn hậu mạnh mẽ trên đường rút.
Tuy nhiên, do Đại Công tước Karl không còn ý chí chiến đấu, trận Wagram đã trở thành một thắng lợi quyết định của Napoléon: nó mang lại cho ông những chiến quả còn lớn hơn đại thắng Austerlitz. Thực chất, Quân đội Áo triệt thoái trong trật tự và sẵn sàng tiếp tục cuộc chiến. Và, thắng lợi khó nhọc cho thấy Đội quân vĩ đại của Napoléon không còn bất bại nữa, tiếp nối trận Baylen tại Tây Ban Nha báo hiệu một sức mạnh mới của các thế lực chống ông, cho dầu Napoléon vẫn cứ khăng khăng muốn làm bá chủ của cả châu Âu. Chiến thắng Wagram cũng không cho thấy tài nghệ thao lược của ông, mà thay vì đó là sự lệ thuộc của ông vào lực lượng Pháo binh và nhân lực - những cái không thể vững tồn mãi mãi. Bản thân ông cũng rất ấn tượng với lòng kiên dũng của Quân đội Áo trong trận này. Trong khi trận Wagram đã chấm dứt võ nghiệp của Đại Công tước Karl, Radetzky đã chứng tỏ khả năng của ông tại Wagram và ông được Hoàng đế Áo bổ nhiệm làm Phó Chỉ huy của Trung đoàn Thiết Kỵ binh số 4.

## Ý nghĩa lịch sử
Có ý kiến coi trận Wagram là một chiến thắng kiểu Pyrros của Napoléon, và cái giá đắt mà ông phải trả cho thắng lợi này đã chứng tỏ sự suy giảm chất lượng của quân lính của ông. Tuy nhiên, Karl không còn ý chí tiếp tục cuộc chiến nữa.